# 금강철강
금강철강(Keumkang Steel Co. Ltd.)은 대한민국의 철강제품 가공 기업이다. 본사는 서울특별시 서초구 서운로 19, 701호에 위치해 있으며 대표이사는 전재범이다. 2023년 매출 2,244억 원을 기록하였고
21억 원 규모(주당 배당금은 130원, 2.4%의 시가배당률)의 배당을 실시 하였다

## 상장
2002년 1월 4일에 코스닥 시장에 상장하였다.

## 종속회사
케이인베스트먼트(주), 농업회사법인 금강에코너지(주)

## 같이 보기
- 철강

## 참고문헌
1. ↑  한국IR협의회 기업리서치센터 기술분석보고서-금강철강, 2022.01.20.[깨진 링크(과거 내용 찾기)]
2. ↑  금강철강, '23년 매출액 2,244억 원 기록
3. ↑  김세움, 금강철강, 21억 규모 배당 실시...올해 주당 130원 결정, 페로타임즈, 2024.02.29